# Teodoro Plata
Teodoro de Jesus Plata (khoảng 1866 - 6 tháng 2 năm 1897) là một nhà yêu nước người Philippines, đồng thời là người đồng sáng lập Katipunan, một tổ chức bí mật với mục đích là đấu tranh giành độc lập cho quốc gia Philippines bằng phương pháp bạo lực, làm dấy lên cuộc Cách mạng Philippines chống lại Thực dân Tây Ban Nha năm 1896.
Ông đã gặp Andrés Bonifacio tại một nhà trọ ở Manila cùng với Ladislao Diwa, lúc đó là sinh viên luật tại Đại học Santo Tomas. Andrés Bonifacio, Ladislao Diwa và Teodoro Plata tất cả là hội viên của Hội Tam Điểm, những người được lấy cảm hứng từ các mục tiêu dân tộc của Phong trào Tuyên truyền ở Châu Âu.
Plata là một thành viên của La Liga Filipina, được thành lập bởi José Rizal với mục đích đấu tranh giành độc lập cho Philippines nhưng bằng phương pháp ôn hòa, chẳng hạn như để nghị Thực dân Tây Ban Nha tiến hành cải cách... Nhưng ông đồng ý với Bonifacio và Diwa rằng đường lối đấu tranh của José Rizal là không có hiệu lực và sẽ không đem lại kết quả, và tin rằng Philippines sẽ giành được độc lập nếu tiến hành khởi nghĩa vũ trang.
Vào ngày 6 tháng 7 năm 1892, khi biết được rằng José Rizal đã bị đày tới đảo Dapitan ở Mindanao, Bonifacio, Plata và Diwa đã quyết định thành lập một tổ chức bí mật để chuẩn bị cho một cuộc cách mạng chống lại Thực dân Tây Ban Nha. Ngày hôm sau, họ gặp những người bạn bè và đồng nghiệp như Deodato Arellano, Valentin Díaz và José Dizon tại một ngôi nhà ở Tondo và thành lập Katipunan.
Năm 1892, ông làm thư ký của tổ chức với Arellano làm chủ tịch, Bonifacio làm người điều hành, Diwa lo vấn đề tài chính, và Díaz làm thủ quỹ.
Năm 1893, dưới quyền lãnh đạo của Román Basa, Plata từng là ủy viên hội đồng và tại thời điểm đó hội đã thông qua quyết định cho phụ nữ kết nạp vào Katipunan. Một trong những thành viên là phụ nữ đầu tiên của Katipunan là em họ của Plata, Gregoria de Jesús, đồng thời sau này là vợ của Bonifacio. Bà đã viết trong cuốn tự truyện của mình rằng Plata là bạn đồng hành không rời của Bonifacio.
Tháng 8 năm 1896, ngay trước khi Katipunan bị Chính quyền Thực dân Tây Ban Nha phát hiện, Plata được bầu làm thư ký chiến tranh trong Hội đồng Tối cao cuối cùng do Bonifacio thành lập như một nội các của chính phủ.
Khi Chính quyền Thực dân Tây Ban Nha bắt đầu lùng sục các thành viên Katipunan vào ngày 19 tháng 8 năm 1896, Bonifacio đã mở một cuộc họp chung tại Pugadlawin, một nơi ở Balintawak (sau này thuộc thị trấn Caloocan). Cuộc họp vào ngày 23 tháng 8 đã được tham dự bởi khoảng 1.000 thành viên Katipunan và đã có một cuộc tranh luận về việc họ nên cam kết cho một cuộc nổi dậy. Plata phản đối việc tuyên bố chiến sự vì họ có ít vũ khí và đạn dược. Tuy nhiên, cuộc bỏ phiếu cuối cùng quyết định bắt đầu cuộc nổi dậy và các thành viên Katipunan đã chứng tỏ sự kiên cường bất khuất, trung thành với cách mạng của mình bằng việc xé những tờ cédulas (giấy chứng minh nhân dân và cư trú) của họ.
Tuy nhiên, vài tuần sau đó, Plata đã bị bắt và sau đó bị hành quyết bằng súng trường vào ngày 6 tháng 2 năm 1897 cùng với Apolonio de la Cruz, Vicente Molina, Hermenegildo de los Reyes, José Trinidad, Pedro Nicodemus, Feliciano del Rosario, Gervasio Samson và Doroteo Domínguez.

## Trong văn hóa đại chúng
- Được đóng bởi diễn viên Richard Quan trong bộ phim được trình chiếu năm 2014: Bonifacio: Ang Unang Pangulo.